# Galahad (deutsche Band)
Galahad ist eine deutsche Mittelalter-Folkrockband aus Dinslaken. Als Namensgeber der Band dient Galahad, Ritter der Tafelrunde am Hof des sagenumwobenen Königs Artus.

## Geschichte
Galahad wurde 1985 von Paul Alexander Jost gegründet. Im weiteren Verlauf kam es zu wechselnden Besetzungen. In ihrer heutigen Form existiert die Gruppe überwiegend seit 1997.
Viele Live-Auftritte in Deutschland (wie beim Nachwuchswettbewerb Newcomer des Jahres 1987, WDR-Folkpreis, West-3-Fernsehen) und dem benachbarten Ausland führten die Gruppe auf Folk-Rock-Festivals (wie Euro-Folk-Festival Ingelheim, Little Woodstock, Festival auf der Altburg), diverse Stadt- und Burgfeste, Open-Air- und Hallenkonzerte (unter anderem mit Jethro Tull und Paddy Goes to Holyhead) sowie auf Matineen und Vernissagen, begleitet von zahlreichen Rundfunkportraits und -interviews.
Die Mischung von mittelalterlichen Elementen mit moderner Rockmusik brachte Galahad 2007 und 2014 die Auszeichnung als „Beste Folkrockband“ beim Deutschen Rock- und Pop-Preis sowie Verträge über zahlreiche Kompilations-CDs unter anderem mit Sony Music und BMG ein, deren Sampler Celtic Circle 2 wochenlang in den Spitzen der Charts in Dänemark, Schweden und Neuseeland zu finden war und mit zwei goldenen Schallplatten ausgezeichnet wurde.

## Stil
Angefangen als Akustikquartett entwickelte sich im Laufe der Zeit ein typischer Sound. Daraus ergab sich ein abwechslungsreiches Repertoire von „konzertant“ bis „tanzbar“ mit vereinzelten Anleihen aus Renaissance- und Barockmusik, Klassik, Folk und Rock. Elemente des Rock, der Musik des Mittelalters und der Klassik, kombiniert mit irisch-keltischer Mystik, ergeben einen eigenwilligen Stil, wozu auch die abwechslungsreiche Instrumentierung beiträgt.
In den Texten werden häufig alte Themen aufgearbeitet und in die Gegenwart projiziert, so etwa in dem Stück The Return of the Piper, das von der (fiktiven) Rückkehr des Rattenfängers von Hameln handelt. Ein Kritiker bezeichnete die Musik Galahads als „Soundtrack zu einem Live-Rollenspiel“. Dabei verliert die Mischung aus Mittelalter, Rock und keltischer Mystik aber nicht den Bezug zur Gegenwart.

## Diskografie

### Alben
- 1985: Sir Galahad
- 1995: Dragons, Knights and Virgins
- 1997: The Return of the Piper
- 2000: Myrddin
- 2003: Storyteller’s Dance
- 2006: Ladhivan
- 2011: Incredibile
- 2014: Season’s Greetings (Extended Play)
- 2019: Jheronimus (Songs of Earthly Delights)

### DVD
- 2004: Folker’s Dancefloor

### Kompilationen mit Stücken von Galahad
- Van Langen Projekt – Palästinalied Projekt
- Miroque II, III & V
- Aeterna Compilation I & II (Nova Tekk)
- Mystica Antiqua
- Celtic Circle 2 (BMG)
- Celtic Spirits 7 (SONY)
- Secret Spirits 1 (SONY)
- Kriegerherzen (Curzweyhl)
- Mystic Spirits XVII & VI (ZYX)
- Mystica (Zyx)
- Mystica Mysteria IV
- Cantara Magica (Nova Tekk)
- Best of Medival & Romantic
- Celebrant 2003
- Spielmannstränen 2 (Zillo)